# Brytyjskie Wyspy Dziewicze na zimowych igrzyskach olimpijskich
Reprezentanci Brytyjskich Wysp Dziewiczych wystąpili na zimowych igrzyskach olimpijskich dwukrotnie, nie zdobywając żadnego medalu.

## Klasyfikacja medalowa
| Miejsce       |   |   |   | Razem |
| ------------- | - | - | - | ----- |
| 1984 Sarajewo | 0 | 0 | 0 | 0     |
| 2014 Soczi    | 0 | 0 | 0 | 0     |

## Medaliści zimowych igrzysk olimpijskich pochodzących z Brytyjskich Wysp Dziewiczych

### Złote medale
Brak

### Srebrne medale
Brak

### Brązowe medale
Brak
- Historia występów. sports-reference.com. [zarchiwizowane z tego adresu (2009-02-20)].(ang.)